# Sítios Novos
Sítios Novos é um distrito do município de Caucaia, na Região Metropolitana de Fortaleza.

## História
Criado e anexado ao então município de Soure pelo ato estadual de 14 de março de 1904. Pela Lei Estadual n.º 1.153, de 22 de novembro de 1951, é criado o distrito de Catuana, criado com terras do distrito de Sítios Novos e anexado ao município de Caucaia. Sob a mesma lei é extinto o distrito de Cauípe, sendo seu território anexado ao distrito de Sítios Novos.
Pela Lei Estadual n.º 6.750, de 05 de novembro de 1963, o distrito de Sítios Novos é desmembrado do município de Caucaia e elevado à categoria de município.

## Organização administrativa
Atualmente, o distrito de Sítios Novos abriga os seguintes bairros: Sítios Novos (Centro), Lagoa da Serra, Capine, Lavras, Capim Grosso, Salgadinho, Queimadas e Buíque. 
Sítios Novos também abriga vários assentamentos, como Lagoa da Serra (Três Lagoas), Santa Bárbara (Capine), Leni Paz, Buíque e Agrovila. Todas nas proximidades do Açude Sítios Novos.

## Características ambientais
A bacia hidrográfica do açude Sitíos Novos tem 446 Km² de área drenada e está localizada nas proximidades da região litorânea oeste do estado, estando inserida nos municípios de Caucaia, Pentecoste, Maranguape e Palmácia. A região apresenta altos índices pluviométricos, cerca de 950 mm/ano, concentrados de janeiro a maio. 